# 21, rue Blanche à Paris
Pour plus de détails, voir Fiche technique et Distribution.
21, rue Blanche à Paris est un film documentaire français réalisé par Quinto Albicocco et Claude-Yvon Leduc, sorti en 1961.

## Synopsis
L'École nationale supérieure des arts et techniques du théâtre, dite « l'école de la rue Blanche », située à Paris dans la rue Blanche à partir de 1941.

## Fiche technique
- Titre : 21, rue Blanche à Paris
- Réalisation : Quinto Albicocco et Claude-Yvon Leduc
- Photographie : Quinto Albicocco
- Production : Arduc Film
- Pays d'origine :  France
- Genre : Documentaire
- Durée : 25 minutes
- Date de sortie : France, 1961

## Distribution
- Annie Girardot (voix)
- Teddy Bilis
- Berthe Bovy
- Daniel Lecourtois
- Robert Manuel
- Henri Rollan